# Gesche Gottfried
Gesche Margarethe Gottfried (1785. március 6., Bréma – 1831. április 21., Bréma). Brémai háziasszony, Németország szerte ismert sorozatgyilkos.

## Élete
Egy jámbor brémai szabómester és feleségének gyermekeként látta meg a világot Johann nevű ikertestvérével együtt. Apja a család szegénysége miatt egy el nem ismert magániskolába járatta, de kifizette a tánc- és a franciaórákat is. Rendszerető és illedelmes nőnek ismerték. 1806-ban hozzáment egy nyeregkészítő mesterhez, akinek révén jó társadalmi kapcsolatokra tett szert. E házasságból született öt gyermeke közül három maradt életben.

Párja azonban züllött életet folytatott, sorra járta a kocsmákat és a kikötői bordélyházakat. Férje 1813-ban bekövetkezett halála után Gottfried egyre jobban elszegényedett. Az örökség reményében 1817-ben hozzáment egykori szeretőjéhez, a haldokló Michael Christoph Gottfried borkereskedőhöz. Egyetlen gyermekük egy év múlva halva született. Férje halála után Gesche csak kis örökséghez jutott, de folytatni próbálta nagyvilági életét. 1821-ben pénzhiány miatt eladta házát és egy szerényebb brémai negyedbe költözött. Egy évvel később beleszeretett a divatruházattal kereskedő Thomas Zimmermannba, aki azonban váratlanul házasságkötésük előtt elhunyt.
1827-ben elszegődött cselédnek régi lakóházába, ahol akkor a kerékgyártó Rumpff házaspár lakott. A házaspár női tagja hamarosan elhunyt.
A következő időszakban több haláleset is történt Gesche környezetében, ami gyanússá tette őt Johann Rumpff szemében. Rumpf egy napon egy apró fehér szemcsét fedezett fel a számára Gesche által elkészített sonkában. Felkereste orvosát, aki megállapította, hogy a húsban talált anyag arzén. 1828. március 6-án Geschét letartóztatták. A következő három évben lefolyt nyomozás során Notelius és Droste szenátorok egy példátlan gyilkosságsorozatra derítettek fényt.

## Módszerei és áldozatai
1812-ben Gesche az édesanyjától kapott egy adag „Mäusebutter” (Egérvaj) nevű arzénos zsírt, hogy azzal rovarokat irtson. Ezzel az anyaggal Gesche 8 embert gyilkolt meg és négynél okozott súlyos mérgezést. A nyolcadik gyilkosság után az egérvaj elfogyott, ekkor 6 év szünet következett a halálesetekben.
A mérget apró, nem halálos adagokban juttatta az áldozatok szervezetébe. A városban a sok haláleset miatt „brémai angyal” néven kezdték emlegetni. Szüleit valószínűleg azért gyilkolta meg, mert azok ellenezték második házasságát. Gyermekeinek azért kellett meghalniuk, mert csökkentették Gesche házassági esélyeit. A fennmaradó gyilkosságokat anyagi okokból követte el.
A Gesche által elismert gyilkosságok sorrendben:
- 1813. október 1. – Johann Miltenberg (első férje)
- 1815. május 2. – Gesche Margarethe Timm (édesanyja)
- 1815. május 10. – Johanna Gottfried (leánya)
- 1815. május 18. – Adelheid Gottfried (leánya)
- 1815. június 28. – Johann Timm (édesapja)
- 1815. szeptember 21. – Heinrich Gottfried (fia)
- 1816. június 10. – Johann Timm (testvére)
- 1817. július 5. – Michael Christoph Gottfried (második férje)
- 1823. június 1. – Paul Thomas Zimmermann (szeretője)
- 1825. március 21. – Anna Lucia Meyerholz (zenetanárnő, barátnője)
- 1825. december 5. – Johann Mosees (szomszéd, barát)
- 1826. december 22. – Wilhelmine Rumpff (házigazdájának felesége)
- 1827. május 13. – ??? Schmidt (barátnőjének 3 éves leánya)
- 1827. május 15. – Beta Schmidt (Barátnője)
- 1827. július 24. – Friedrich Kleine (Gesche hitelezője, bizalmasa)

## Pere és kivégzése

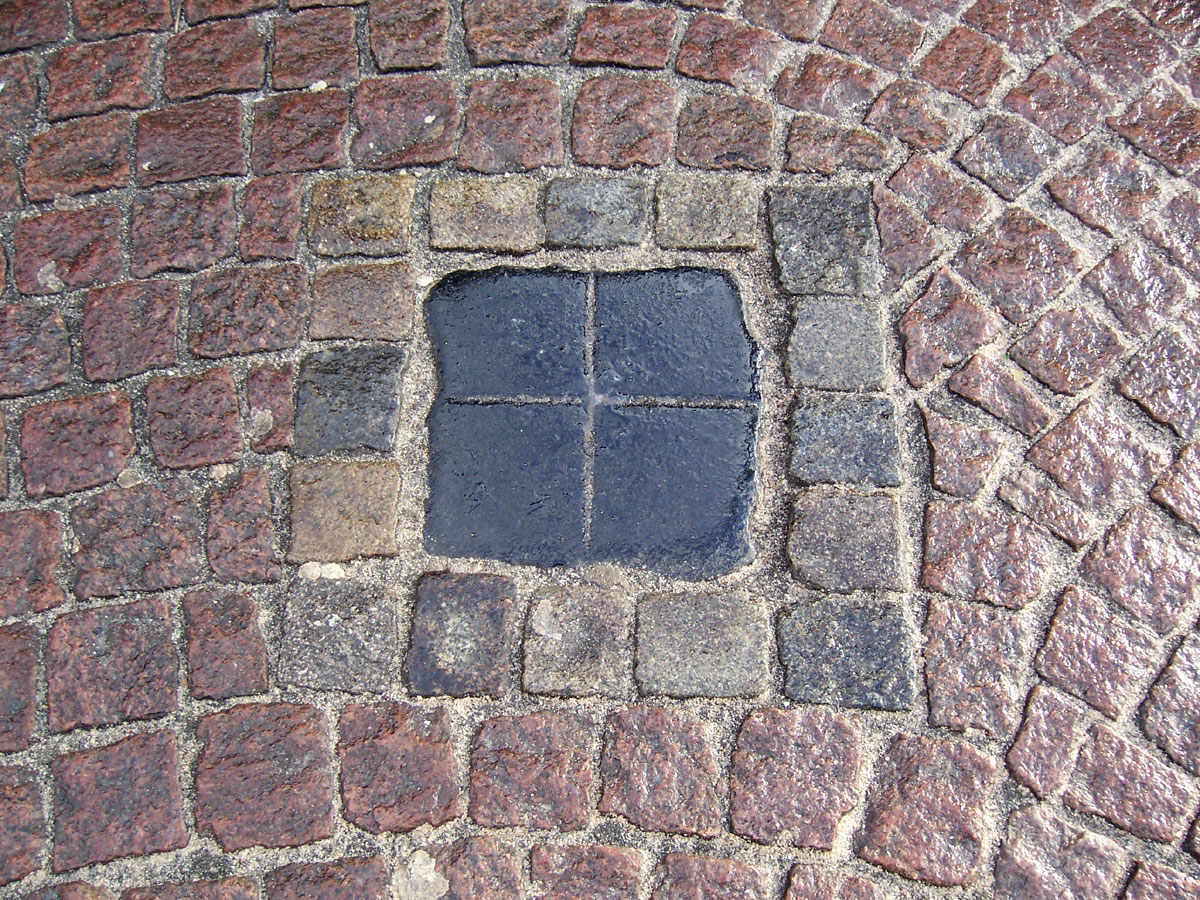
Gesche Gottfried halálának helye Bréma főterén.

A nyomozás és a per három évig zajlott. A per alatt Gesche ugyanazzal az egérvajjal próbálta magát megmérgezni, amelytől áldozatai is szenvedtek. Majdnem baráti viszonyt alakított ki az ellene nyomozó Droste szenátorral. A kor törvényei szerint az ítélet nem lehetett más, csak halál. 1831. április 21-én egy lovas szekéren vitték a brémai Városháza és Roland-oszlop melletti téren felállított nyaktilóhoz. Az ítélkező bíró felolvasta az ítéletet. Gottfriedet a bárd alatti asztalhoz kötözték, majd a hóhér segédje félrefésülte a haját. Néhány másodperccel később a bárd lezuhant. Ez volt az utolsó nyilvános kivégzés Brémában.